# 松岡一久
松岡 一久（まつおか かずひさ）は、株式会社エナジーラボ代表取締役。都市開発に伴うソフトなインフラストラクチャーの企画や開発を手掛ける。NPO法人ピープルデザイン研究所理事、一般社団法人国際文化都市整備機構理事、大阪府立大学客員研究員。一級建築士。

## 経歴
1960年生まれ。神戸大学工学部卒業後、環境事業計画研究所、SCを経て、1991年に浜野商品研究所（現・北山創造研究所）でプロジェクトディレクターとして多くのプロジェクトを担当。
2007年エナジーラボを設立。